# L'arte del sogno
L'arte del sogno (La Science des rêves) è un film del 2006 diretto da Michel Gondry.
Pellicola di produzione italo-francese, con protagonisti Gael García Bernal e Charlotte Gainsbourg.

## Trama
Fin da piccolo Stéphane Miroux ha avuto problemi nel distinguere i sogni dalla realtà. Quando i suoi genitori, messicano lui e francese lei, hanno divorziato, ha seguito il padre in Messico. Ora però il padre è morto di cancro, e la madre lo convince a tornare a Parigi, dicendogli di aver trovato per lui un lavoro creativo. In realtà il lavoro, in una ditta che produce calendari, è molto monotono, il che lo porta spesso a rifugiarsi nel mondo dei sogni.
Un giorno conosce Stéphanie, la sua vicina di pianerottolo, e se ne innamora. Inizialmente Stéphanie è travolta dall'estro di questo ragazzo straordinario, ma il suo comportamento strano, causato in gran parte dalla confusione fra sogno e realtà, la ferisce. Stéphane non sa come conquistarla e decide di cercare la soluzione là dove il sogno e la fantasia predominano.

## Produzione

### Cast
Per interpretare il personaggio di Stéphanie venne invitata l'islandese Björk, di cui Michel Gondry è assiduo collaboratore, ma la cantante rifiutò l'invito fatto dal regista. Il ruolo del protagonista maschile, invece, venne inizialmente assegnato all'attore britannico Rhys Ifans, che aveva collaborato con Gondry alla prima stesura della sceneggiatura e che suggerì allo stesso regista il titolo del film.

## Riconoscimenti
- 2007 – Festival di Cannes
  - Premio UCMF (Union des compositeurs de musique de film) al miglior compositore Jean-Michel Bernard
- 2007 – Premio Chlotrudis
  - Migliori effetti visivi
  - Nomination miglior attore a Gael García Bernal
  - Nomination miglior attrice non protagonista Charlotte Gainsbourg
- 2009 – European Film Awards
  - Migliori effetti speciali
- 2007 – Golden Trailer Awards
  - Miglior trailer indipendente
- 2008 – Gopo Awards (Romania)
  - Nomination Miglior film europeo
- 2007 – Premio IOMA
  - Migliori effetti speciali
- 2007 – Sitges - Festival internazionale del cinema fantastico della Catalogna
  - Miglior regista
  - Nomination miglior film
- 2006 - St. Louis Gateway Film Critics Association Awards
  - Nomination Most Original, Innovative or Creative Film
- 2007 - World Soundtrack Awards.
  - Nomination scoperta dell'anno a Jean-Michel Bernard